# Ед із телевізора
Ед із телевізора (англ. EDtv) — американська комедійна стрічка 1999 року, зфільмована режисером Роном Говардом.

## Синопсис
Ед Пекурні - звичайний хлопець, що працює у відео-прокаті. Найближче майбутнє в ролі скромного службовця не обіцяє ніяких приємних сюрпризів, і він зважується на ризикований захід. Розуміючи, що втрачати йому нічого, Ед погоджується стати зіркою нового телевізійного шоу..

## У ролях
| Актор              | Роль                 |
| ------------------ | -------------------- |
| Меттью Мак-Конаґей | Ед Пекурні           |
| Вуді Гаррельсон    | Рей Пекурні          |
| Дженна Ельфман     | Шері                 |
| Еллен Дедженерес   | Синтія Рід           |
| Мартін Ландау      | Ел                   |
| Елізабет Герлі     | Джилл                |
| Саллі Керкленд     | Джанетт Пекурні      |
| Денніс Гоппер      | Генрі «Генк» Пекурні |
| Крістіан Кейн      | P.A.                 |
| Адам Ґолдберґ      | Джон                 |
| Клінт Говард       | Кен                  |